# Goito
Goito – miejscowość i gmina we Włoszech, w regionie Lombardia, w prowincji Mantua.
Według danych na rok 2004 gminę zamieszkiwało 9555 osób, 122,5 os./km².
Podczas wojny austriacko-piemonckiej w dniu 30 maja 1848 r. pod Goito miała miejsce bitwa.